# Euphorbia perpera
Euphorbia perpera är en törelväxtart som beskrevs av Nicholas Edward Brown. Euphorbia perpera ingår i släktet törlar, och familjen törelväxter. Inga underarter finns listade i Catalogue of Life.